# Frank Bowden
Frank Bowden (Devon, Reino Unido, 30 de enero de 1848-25 de abril de 1921) fue un empresario e inventor británico. Fundó la compañía Raleigh Bicycle Company.

## Biografía

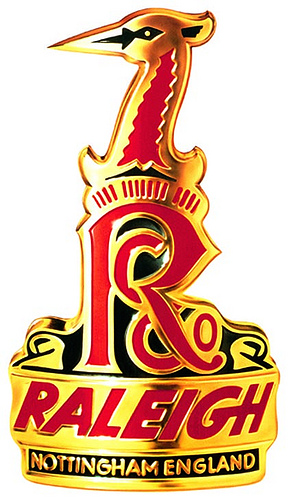
Logo de Raleigh Bicycle Company, Nottingham.

Frank Bowden nació en Devon, Inglaterra, e hizo una fortuna en el desarrollo de propiedades en Hong Kong en la década de 1870. El 17 de septiembre de 1879 se casó con Amelia Frances, una heredera americana. Amelia Frances era hija del coronel Alexander Houston, de California. La pareja tuvo seis hijos: Helen, Winifred, Caroline, Sylvia, Harold y Claud.

## Trayectoria
Cuando Frank Bowden regresó de Hong Kong a Inglaterra, hacia 1886, estaba gravemente enfermo y su médico le dio seis meses de vida. Para recuperarse, Bowden hizo ciclismo por consejo de su médico y compró una bicicleta en una pequeña tienda de Raleigh Street (Nottingham), dirigida por los señores Woodhead, Angois y Ellis. Bowden estaba tan impresionado por la evolución de su salud y el futuro de las bicicletas que 1887-88 se hizo con el control de la compañía, que entonces fabricaba tres bicicletas a la semana. Rápidamente, la producción aumentó, y tres años más tarde Bowden necesitó un taller más amplio, que encontró en un edificio de cuatro pisos en Russell Street. Cambió el nombre de la compañía a Raleigh Cycles para recordar la dirección original. En 1896 era el fabricante de bicicletas más grande del mundo y ocupaba siete acres y medio en Faraday Road (Nottingham). Vivía en The Ropewalk, Nottingham. 
Bowden colaboró en el lanzamiento de una nueva compañía, Sturmey-Archer, también en Nottingham, pensada para la producción de cambios internos de buje para bicicletas y también para motocicletas. La compañía se fundó en el año 1902 por Henry Sturmey y James Archer bajo la dirección de Frank Bowden, el principal propietario de la empresa de Raleigh Bicycle Company. Además escribió el libro Cycling for Health and Points For Cyclists (Ciclismo para la salud y puntos a favor de las bicicletas) en 1913.
Como reconocimiento, en 1915 le fue otorgada una baronía por la Ciudad de Nottingham. Más adelante se convirtió en miembro de la Real Sociedad Geográfica y fue nombrado Juez de Paz.
En sus últimos años vivió en Thame, Oxfordshire, en una mansión de más de 100 habitaciones que había sido monasterio cisterciense antes de la Reforma.

## Muerte
Frank Bowden murió en abril de 1921, a los 73 años de edad, y fue sucedido en la baronía por su hijo mayor, Harold Bowden, 2.º barón, que dirigió Raleigh durante 17 años y fue elegido presidente de la Unión Británica de Ciclos y Motocicletas. La señora Bowden murió en 1937.